# Залосенье
Залосенье — деревня в Гдовском районе Псковской области России. Входит в состав Добручинской волости Гдовского района.

## География
Расположена в 3,5 км от правого берега реки Плюсса, в 25 км к северу от Гдова и в 9 км к северо-востоку от волостного центра, деревни Добручи.

## Население
Численность населения деревни на 2000 год составляла 6 человек, по переписи 2002 года — 10 человек. В 2020 году численность населения составляет 40+ человек

## История
До 1 января 2006 года деревня входила в состав ныне упразднённой Вейнской волости.